# Chantiers Dubigeon
Les Chantiers Dubigeon sont une ancienne entreprise de construction navale de Nantes, fondée en 1760 et fermée en 1987.
L'ancien site Dubigeon de l'île de Nantes, délimité actuellement jusqu'aux boulevards Léon-Bureau à l'Est et de la Prairie-au-Duc au Sud, est devenu le parc des Chantiers qui accueille une partie des machines de l'île.

## Histoire

### Les origines

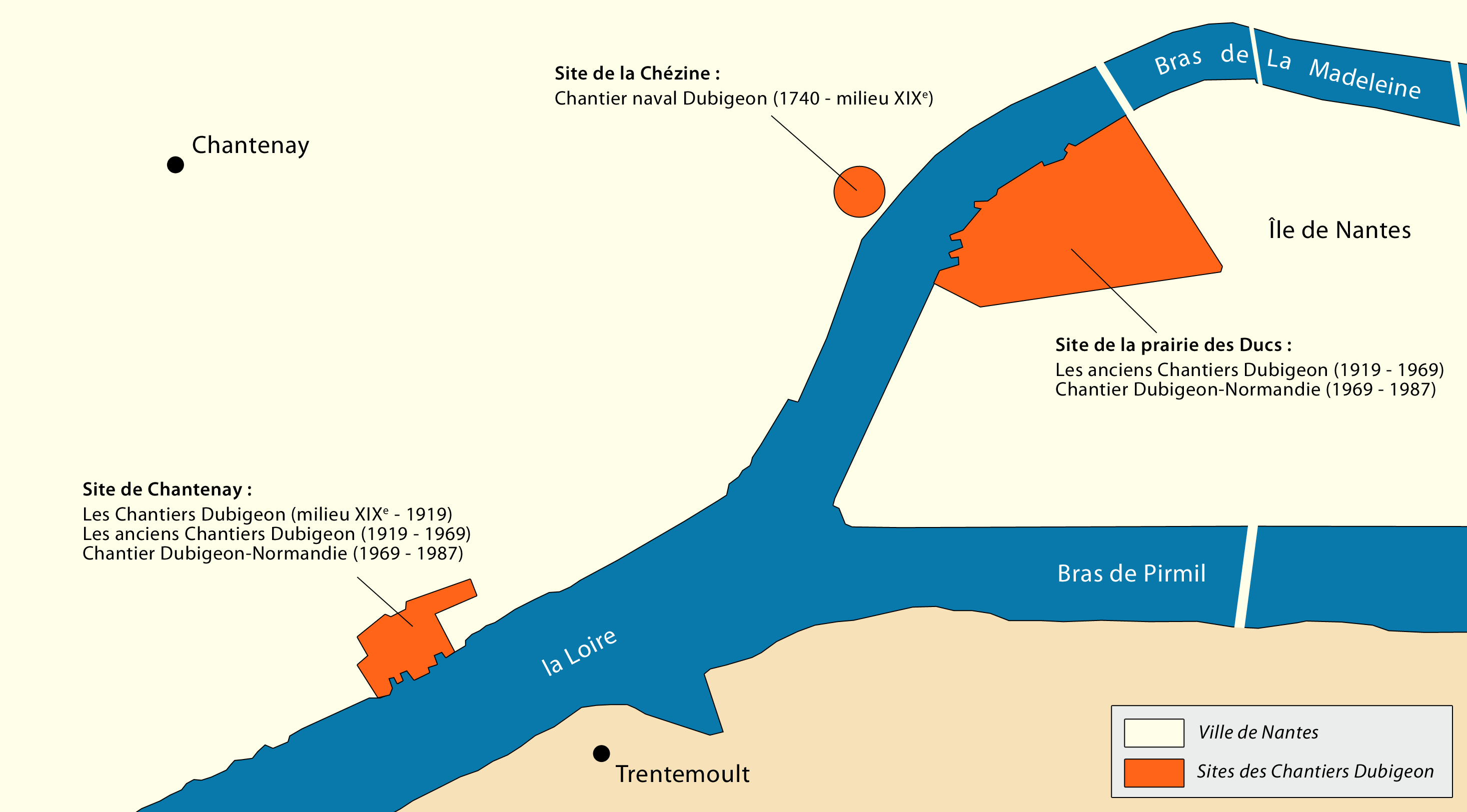
Sites des chantiers Dubigeon au cours de l'histoire

Dubigeon est un grand nom de la construction navale à Nantes où cinq générations de cette famille vont le faire vivre.
Le premier chantier naval de la famille Dubigeon a été créé en 1760 par Julien Dubigeon (1711-1781). Charpentier de formation, celui-ci s'est formé progressivement dans tous les corps de métier de la construction navale. Il installe son premier chantier naval en 1760 sur le site de l'ancienne bourse.
À la fin du XVIIIe siècle, le port de Nantes est le premier port de commerce français, position due notamment au commerce triangulaire et la traite négrière, qui assure  la prospérité des armateurs nantais et le développement de la construction navale. Comme les chantiers Dubigeon, les chantiers navals nantais s'installent à proximité des armateurs.
Les premiers bateaux lancés sont des bricks, des goélettes et des trois-mâts. La construction des navires à voile durera jusqu'au XXe siècle puisque le dernier trois-mâts construit par Dubigeon est l'Oiseau des îles (1935), pour la Compagnie des Phosphates de Makatea (Polynésie française), ensuite devenu bateau de croisière (sous le nom de Flying Cloud) qui n'a été désarmé qu'il y a peu de temps en 2010.

### Développement du chantier

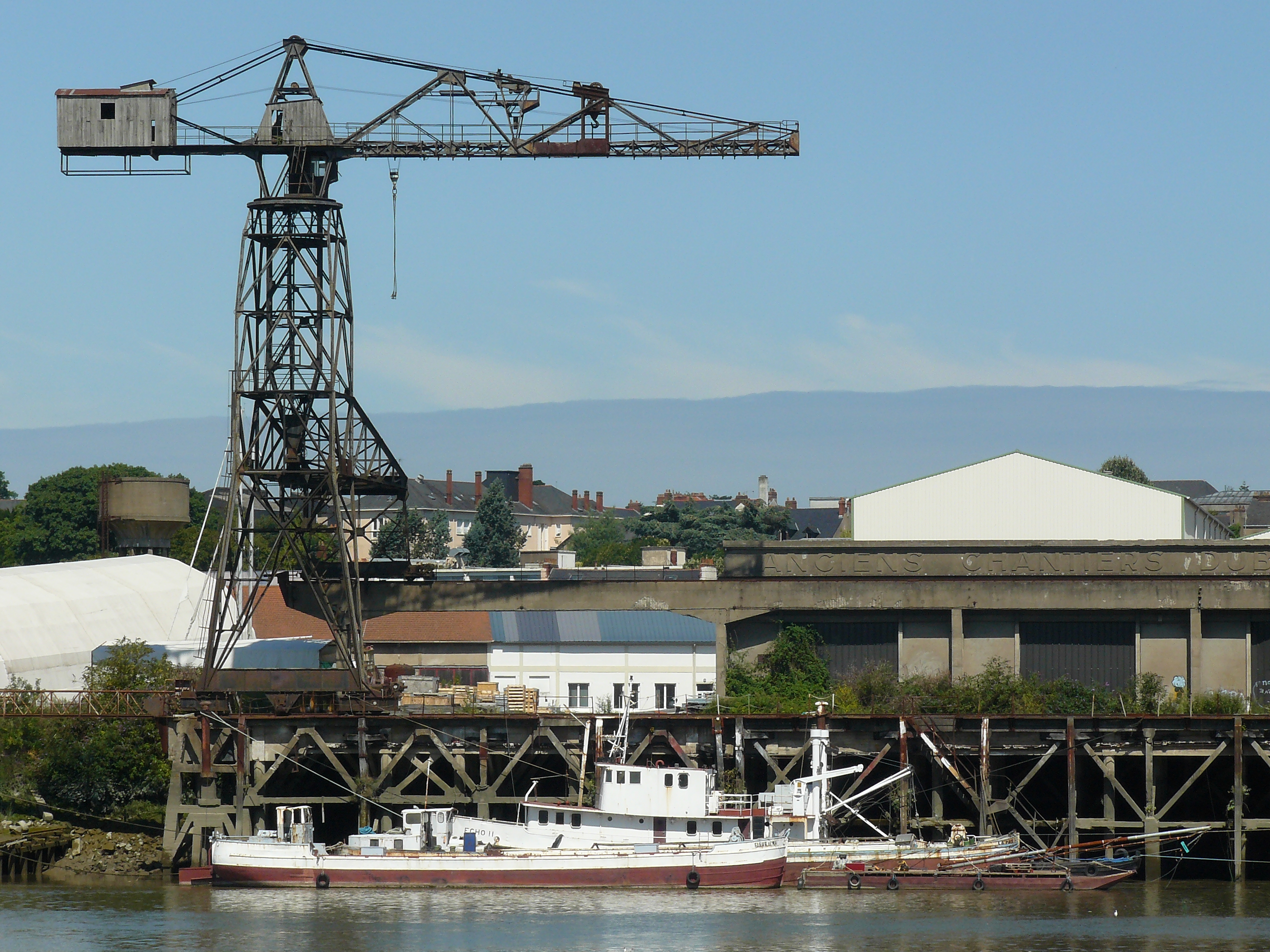
Grue noire des anciens Chantiers Dubigeon à Chantenay, Nantes

Au début du XIXe siècle, le chantier développe son savoir-faire et améliore la qualité et les performances de ses navires. On peut ainsi noter le trois-mâts Providence construit en 1832 en bois de teck.
C'est Théodore Dubigeon (16 aout 1803 / 4 janvier 1875) qui marque une nouvelle étape dans le développement de la société ; le chantier est transféré à Chantenay dont il est le maire de 1852 à 1870. Il est aussi président du conseil d'arrondissement de Nantes. Il est fait chevalier de la Légion d'honneur. Il développe les chantiers en aval de Nantes.
C'est ensuite Adolphe Dubigeon qui prend la direction des Chantiers Dubigeon. Adolphe est né le 10 novembre 1842 à Chantenay-sur-Loire de Théodore Dubigeon (1803-1875) et d'Angélique Anne Julie Douaud. Adolphe Théodore Dubigeon est élève de l'École centrale des arts et manufactures et devient ingénieur-constructeur.
Armateur et associé en 1875 avec son frère Eugène, polytechnicien, il se retrouve seul à la tête des chantiers navals Dubigeon en 1891. Possédant une clientèle importante au sein des armateurs nantais (Crouan, Bureau, Brunellière, Guillon, etc.), il construit également notamment des torpilleurs et sous-marins pour la Marine française. Il est fait chevalier de la Légion d'honneur en 1895.
C'est Adolphe Dubigeon qui commence la construction des navires en fer, tout en continuant celle des derniers grands voiliers nantais, dont le Belem, mis à l'eau en 1896, est le plus vieux voilier d'Europe, à coque en acier et trois mâts, encore en service aujourd'hui en 2024. Entre 1889 et 1902 le chantier Dubigeon lança 26 grands voiliers.

### Les difficultés duXXesiècle
Après le décès d'Adolphe Dubigeon en 1910, ses 11 enfants n'arrivent pas à se mettre d'accord concernant l'avenir de la direction des Chantiers, qui sont vendus aux Chantiers de la Loire. En 1919, à partir de cette opération, est formée la société des Anciens Chantiers Dubigeon (ACD) avec les deux chantiers de Nantes, et un atelier de réparation navale à Brest. Dubigeon installe des ateliers sur l'Île de la Prairie au Duc en aval du pont transbordeur. Les chantiers ont compté à leur apogée jusqu'à 7600 ouvriers en 1954, mais le nombre a commencé à diminuer pour atteindre 2000 ouvriers dans les années 80.
En 1963, a lieu le rapprochement entre Dubigeon et la société Loire-Normandie, qui aboutit à la formation du groupe Dubigeon-Normandie - Dubigeon-Normandie SA en 1969 - : chantiers de Nantes, Dieppe, Le Havre, Petit-Quevilly.
En 1983, c'est l'intégration dans une grande entreprise dominée par Alsthom : Alstom-Atlantique-Dubigeon-Normandie, dont l'élément principal est les Chantiers de l'Atlantique à Saint-Nazaire.
Le chantier de la Prairie-au-Duc, le dernier de Nantes, est fermé en 1987 après le lancement du dernier navire, le Bougainville.

### La construction des sous-marins
À la veille de la Seconde Guerre mondiale, la France commande des sous-marins aux Chantiers Dubigeon. Durant le conflit, le chantier réussira à garder deux unités inachevées qui ne seront livrées qu'en 1946, l'Astrée et l'Andromède.
Dans les années 1950 et 1960, les chantiers Dubigeon se sont spécialisés dans la construction de sous-marins, tout en continuant à construire des navires classiques.
En 1952, la Marine française lança le projet de construction d'un sous-marin torpilleur de 2e classe. C'est-à-dire un sous-marin jaugeant entre 700 et 750 tonnes.
Ce sous-marin fut directement inspiré des u-Boot allemands, avec les améliorations technologiques de l'époque.
Ce sous-marin est connu sous le nom de classe Daphné, du nom de la première unité. Il en fut construit onze pour la marine française dont trois aux Chantiers Dubigeon, les Daphné et Diane, respectivement mis en chantier en mars et juillet 1958, puis la Minerve.

## Unités construites

### Sous-marins
Sous-marins de la classe 1 500 tonnes construits aux chantiers Dubigeon pour la France :
- Q151 Argo, lancé le 11 avril 1929 ;
- Q157 Phénix, lancé le 12 avril 1930.

Sous-marins de la classe Daphné construits aux chantiers Dubigeon pour la France :
- S 641 Daphné, lancé le 20 juin 1959 ;
- S 642 Diane, lancé le 4 octobre 1960 ;
- S 647 Minerve, lancé le 31 mai 1961.

Ces sous-marins eurent une très bonne réputation au-delà des frontières françaises. Ainsi, plusieurs marines militaires en commandèrent. Certains furent construits à Nantes.
Pour le Portugal :
- S 163 Albacora, lancé en octobre 1966 ;
- S 164 Barracuda, lancé en avril 1967 ;
- S 165 Cachalote, lancé en février 1968 ;
- S 166 Delfim, lancé en septembre 1968.

Pour l'Afrique du Sud :
- S 97 Maria Van Riebeeck, lancé en mars 1969 ;
- S 98 Emily Hobhouse, lancé en octobre 1969 ;
- S 99 Johanna Van Der Merwe, lancé en juillet 1970.

### Autres navires
Voir : Liste des navires construits aux Chantiers Dubigeon

## Transformation du site des chantiers
Les Chantiers Dubigeon-Normandie cessent leurs activités en 1987. Une nouvelle municipalité élue en 1989, dirigée par Jean-Marc Ayrault, va s'efforcer de maintenir une mémoire de la construction navale nantaise. À cette fin, une des grandes grue Titan jaune de l'ancien chantier naval est achetée par la ville et maintenue en place comme témoin du long passé industriel et maritime de Nantes. En avril 1994, dans l'ancien bâtiment des Ateliers et Chantiers de Nantes, est inaugurée la Maison des Hommes et des Techniques géré par l'association homonyme créée à cet effet.
En même temps, une grande phase d'études est lancée et doit déterminer les aménagements des grandes lignes du projet de l'île de Nantes. Outre la question de réaménager cette partie Ouest de l'île, les architectes Dominique Perrault et François Grether imaginent une requalification de l'ensemble du territoire.

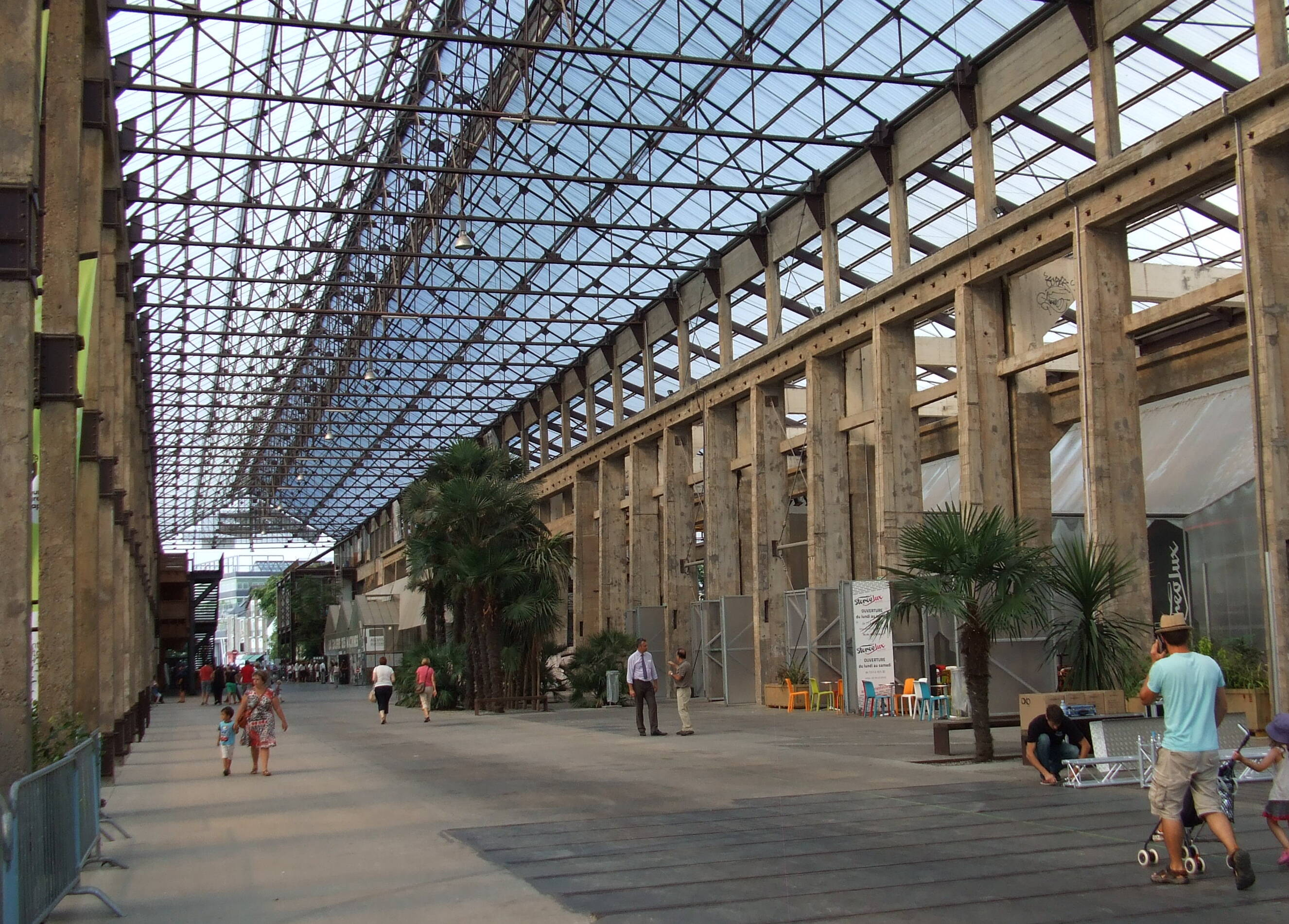
Les Nefs Dubigeon

En 1996, le fleuve est placé au centre de la stratégie territoriale. Il en convient de lui donner l'exclusivité dans ce projet urbain d'envergure.
Après plus de 10 ans de réflexion et d'études menées de longue haleine, les travaux débutent en 2002 sous la houlette d'Alexandre Chemetoff, architecte désigné pour 10 ans à la transformation et la mutation de l'Île de Nantes.
Le « site des chantiers », ainsi qu'il est aujourd'hui surnommé, reprend vie sous une autre forme. Les gigantesques nefs d'assemblages sont réhabilitées, ainsi que la Maison des Hommes et des Techniques ; les cales no 1, 2 et 3 sont défrichées et mises en valeur, afin de souligner 250 ans de construction navale du site ; les bords de Loire sont redessinés, des parvis sont créés, des quais rénovés…
- Après plus de 5 ans de travaux, le site a été totalement transformé pour laisser la place à un vaste parc public de 13 hectares baptisé parc des Chantiers[1]. L'ensemble des quais est ainsi accessibles et offre une belle promenade le long du bras de la Madeleine ; divers jardins luxuriants, exotiques ou sauvages sont aménagés sur l'ancienne friche industrielle ; une plage urbaine et une plaine de jeux marquent la polyvalence du site… 
Les nefs d'assemblages, situées le long du boulevard Léon-Bureau, abritent désormais les célèbres Machines de l'île, alors que la Maison des Hommes et des Techniques devient en quelque sorte un musée retraçant l'histoire de la navale.
- De plus, la partie sud du site des chantiers, le long du boulevard de la Prairie-au-Duc, fait l'objet d'une importante opération d'urbanisme qui doit donner naissance à l'« écoquartier de la Prairie-au-Duc » qui, à terme, devrait accueillir 380 logements (pour près de 3 000 personnes), des bureaux, des services, des commerces… de part et d'autre du boulevard (le site des anciens hangars du Sernam, à l'ouest de la Gare de l'État, sont également compris dans périmètre d'aménagement)[2],[3]. Les premières livraisons ont été effectuées en 2012, avec l'inauguration de l'« école Aimé Césaire »[4].
- Depuis peu, la construction de navires est relancée grâce à l'association La Cale 2 l'île, qui a entre autres mis à l'eau le 27 juin 2009 la réplique du Saint-Michel II, un voilier de 20 mètres ayant appartenu à l'écrivain nantais Jules Verne. L'association est installée à l'intérieur même de la cale no 2, récemment réhabilitée, et dispose d'un hangar pour la construction de ses navires à proximité.
- La salle à tracer les gabarits de coque située sur le site de Chantenay fait l'objet d'une réhabilitation par l'agence d'architecture AIA associés qui va s'y installer[5].

## Sauvegarde du patrimoine
À partir de 1980, des salariés des Chantiers Dubigeon-Normandie souhaitent créer un lieu pour la sauvegarde de l'histoire de la construction navale à Nantes.
En 1986, est créée dans ce but l'Association Histoire de la construction navale à Nantes (AHCNN).
Cette association a pour but de sauvegarder et de collecter le patrimoine de la construction navale à Nantes. Elle agit dès la fermeture des Chantiers en 1987 pour collecter et sauver plans, archives et documents. À partir de 1996, l'association permet au groupe marin Scouts de France « Jacques Cassard » d'installer ses locaux dans la cale de lancement numéro 2.
Le 15 avril 1994, plusieurs associations et institutions : l’AHCNN, le Centre d'histoire du travail, l’Association des comités d'entreprise de Nantes et région (ACENER), l’Association pour le développement de l'Inventaire dans les Pays-de-Loire (Ministère de la Culture), la Ville de Nantes, créent ensemble l'association Maison des Hommes et des techniques qui gère dès lors, l'ancien bâtiment réhabilité des Ateliers et Chantiers de Nantes. Celui-ci accueille désormais un centre de documentation et des salles d'exposition, dont l'une permanente est baptisée Bâtisseurs de navires.
En 2018 la grue noire est classée monument historique.